# Leão-europeu
O leão-europeu era uma população de leão que habitava o continente europeu e que se encontra extinto desde o ano 100 d.C., quando os últimos indivíduos desta subespécie foram mortos na Grécia, em Itália e mesmo no norte de Espanha. No entanto este leão pode na verdade ter sido uma extensão europeia do leão-asiático (Panthera leo leo) ou então um remanescente do leão-das-cavernas (Panthera leo spelaea) que sobreviveu em épocas históricas.

## Distribuição geográfica
Na Europa, os leões habitavam a Península Balcânica. Habitavam as atuais Grécia, Bulgária, Macedônia do Norte, Romênia e países que integravam a extinta Iugoslávia e seu habitat se estendia até à Península Ibérica, passando pelo sul da França, Itália, Hungria e o sul das atuais Áustria e Suíça. Das subespécies de leão, era a que vivia mais ao norte. Alguns escritores gregos como Heródoto e Aristóteles falam da presença de leões na península Balcânica em meados do primeiro milênio antes de Cristo. No ano de 480 a.C., a marcha do xá aquemênida Xerxes I foi atrapalhada por um ataque de leões a seus camelos de carga. Viviam em florestas temperadas e áreas de vegetação mediterrânea, e se alimentavam de bisões, cervos, alces, auroques e outros herbívoros europeus.

## A sua Extinção
Junto com o leão-do-atlas, trazido do norte da África, e o leão-asiático (trazido do Oriente Médio), também foram utilizados leões-europeus nas arenas romanas, o que, a longo prazo, afetou fortemente as populações, e quando os leões-europeus se encontravam a beira da extinção, os romanos passaram a utilizar o leão-do-atlas nas arenas para devorar cristãos e lutar contra gladiadores e outros animais tais como o tigre-do-cáspio e o urso-do-atlas. Além disso os leões-europeus também foram afetados pela caça (o leão era um objetivo de caça muito popular entre gregos, macedônios e romanos) e competição com cães ferais. Antes do nascimento de Cristo foram extintos da Itália e por volta do ano 1 foram extintos da Europa Ocidental. Por volta do ano 70 se encontravam restritos ao norte da Grécia, numa área que se estendia entre o rio Aliakmon e o rio Mesta, até que no ano 100 foram extintos por completo. Por conta de sua extinção remota, não se sabe muito a respeito desta subespécie. Depois disso apenas uma população de leões no Cáucaso pertencente à subespécie asiática restava na Europa. Tal população viria a ser extinta no século X.